# Anketa Nejlepší orientační sportovci roku
Anketa Nejlepší orientační sportovci roku je česká anketa, při níž je vyhlašován nejlepší orientační běžec uplynulé sezóny. Anketu vyhlašuje Český svaz orientačních sportů a vyhlášení výsledků ankety zpravidla probíhá na listopadovém plese O-Gala za účasti oceněných sportovců.
Osobnosti orientačního běhu za uplynulou sezonu jsou vyhlašovány v jednotlivých disciplínách - orientační běh, lyžařský orientační běh a MTBO a kategoriích - dospělí, junioři a dorostenci. Anketa je také podkladem pro celostátní anketu Sportovec roku. 
Mezi orientačními běžci nejvíce titulů získali Dana Šafka Brožková (6), Vojtěch Král (4) a Jan Procházka (3). Mezi lyžaři (LOB) byli nejúspěšnější Hana Hančíková a Ondřej Vodrážka (oba 5). Z bikerů (MTBO) získali nejvíce vítězství Kryštof Bogar (5) a Jiří Hradil (4).

## Orientační běh

### Nejlepší orientační běžec
| Rok  | Vítěz               | 2. místo            | 3. místo           | 4. místo            | 5. místo           |
| ---- | ------------------- | ------------------- | ------------------ | ------------------- | ------------------ |
| 1993 | Tomáš Prokeš        | Jana Cieslarová     | Václav zakouřil    | Marcela Kubatková   | Zdeněk Zuzánek     |
| 1994 | Rudolf Ropek        | Tomáš Prokeš        | Jana Cieslarová    | Marcela Kubatková   | Tomáš Podmolík     |
| 1995 | Tomáš Prokeš        | Marcela Kubatková   | Rudolf Ropek       | Jana Cieslarová     | Libor Zřídkaveselý |
| 1996 | Rudolf Ropek        | Jana Cieslarová     | Tomáš Prokeš       | Kateřina Pracná     | Jan Pecka          |
| 1997 | Rudolf Ropek        | Tomáš Prokeš        | Jana Cieslarová    | Vladimír Lučan      | Kateřina Mikšová   |
| 1998 | Rudolf Ropek        | Jana Cieslarová     | Eva Juřeníková     | Michal Jedlička     | Tomáš Prokeš       |
| 1999 | Michal Jedlička     | Rudolf Ropek        | Michal Horáček     | Jana Cieslarová     | Marcela Klapalová  |
| 2000 | Rudolf Ropek        | Michal Jedlička     | Bohdana Térová     | Eva Juřeníková      | Jiří Kazda         |
| 2001 | Michal Jedlička     | Michal Horáček      | Rudolf Ropek       | Eva Juřeníková      | Zuzana Macúchová   |
| 2002 | Michal Horáček      | Dana Brožková       | Rudolf Ropek       | Michaela Przyczková | Michal Jedlička    |
| 2003 | Rudolf Ropek        | Michal Jedlička     | Dana Brožková      | Petr Losman         | Martina Dočkalová  |
| 2004 | Dana Brožková       | Michal Horáček      | Michal Jedlička    | Michal Smola        | Marta Štěrbová     |
| 2005 | Dana Brožková       | Petr Losman         | Tomáš Dlabaja      | Marta Štěrbová      | Eva Juřeníková     |
| 2006 | Dana Brožková       | Michal Smola        | Petr Losman        | Jan Beneš           | Radka Brožková     |
| 2007 | Michal Smola        | Dana Brožková       | Tomáš Dlabaja      | Radka Brožková      | Zdenka Stará       |
| 2008 | Dana Brožková       | Michal Smola        | Radka Brožková     | Tomáš Dlabaja       | Jan Procházka      |
| 2009 | Dana Brožková       | Eva Juřeníková      | Michal Smola       | Jan Procházka       | Radka Brožková     |
| 2010 | Eva Juřeníková      | Dana Brožková       | Jan Procházka      | Radka Brožková      | Vendula Klechová   |
| 2011 | Dana Šafka Brožková | Eva Juřeníková      | Martina Zvěřinová  | Jan Procházka       | Tomáš Dlabaja      |
| 2012 | Jan Procházka       | Jan Šedivý          | Tomáš Dlabaja      | Eva Juřeníková      | Iveta Duchová      |
| 2013 | Jan Procházka       | Dana Šafka Brožková | Jan Šedivý         | Eva Juřeníková      | Vojtěch Král       |
| 2014 | Jan Procházka       | Vojtěch Král        | Jan Petržela       | Iveta Šístková      | Miloš Nykodým      |
| 2015 | Jana Knapová        | Jan Procházka       | Denisa Kosová      | Jan Šedivý          | Vojtěch Král       |
| 2016 | Vojtěch Král        | Denisa Kosová       | Jan Šedivý         | Miloš Nykodým       | Jan Petržela       |
| 2017 | Vojtěch Král        | Vendula Horčičková  | Miloš Nykodým      | Jan Šedivý          | Jana Knapová       |
| 2018 | Vojtěch Král        | Miloš Nykodým       | Jana Knapová       | Vendula Horčičková  | Pavel Kubát        |
| 2019 | Vojtěch Král        | Denisa Kosová       | Tereza Janošíková  | Vendula Horčičková  | Miloš Nykodým      |
| 2020 | Denisa Kosová       | Vojtěch Král        | Miloš Nykodým      | Jana Knapová        | Tereza Janošíková  |
| 2021 | Denisa Kosová       | Tereza Janošíková   | Jana Stehlíková    | Vojtěch Král        | Miloš Nykodým      |
| 2022 | Tereza Janošíková   | Tomáš Křivda        | Vendula Horčičková | Adéla Finstrlová    | Vojtěch Král       |
| 2023 | Tomáš Křivda        | Tereza Janošíková   | Miloš Nykodým      | Denisa Kosová       | Vendula Horčičková |
| 2024 | Tomáš Křivda        | Tereza Janošíková   | Jonáš Hubáček      | Jakub Glonek        | Barbora Matějková  |

### Nejlepší junior
| Rok  | Vítěz               | 2. místo          | 3. místo             |
| ---- | ------------------- | ----------------- | -------------------- |
| 1994 | Kateřina Tichá      | —                 | —                    |
| 1995 | Tomáš Zakouřil      | —                 | —                    |
| 1996 | Kateřina Pracná     | —                 | —                    |
| 1997 | Vladimír Lučan      | —                 | —                    |
| 1998 | Eva Juřeníková      | —                 | —                    |
| 1999 | Michaela Przyczková | —                 | —                    |
| 2000 | Jiří Kazda          | —                 | —                    |
| 2001 | Michal Smola        | —                 | —                    |
| 2002 | Michaela Przyczková | —                 | —                    |
| 2003 | Martina Dočkalová   | —                 | —                    |
| 2004 | Radka Brožková      | —                 | —                    |
| 2005 | Jana Panchártková   | Jan Palas         | Zdeněk Rajnošek      |
| 2006 | Jan Beneš           | Iveta Duchová     | Lucie Krafková       |
| 2007 | Vojtěch Král        | Adam Chromý       | Šárka Svobodná       |
| 2008 | Štěpán Kodeda       | Adam Chromý       | Šárka Svobodná       |
| 2009 | Miloš Nykodým       | Matěj Klusáček    | Tereza Novotná       |
| 2010 | Pavel Kubát         | Tereza Novotná    | Miloš Nykodým        |
| 2011 | Tereza Novotná      | Pavel Kubát       | Denisa Kosová        |
| 2012 | Jan Petržela        | Michal Hubáček    | Adam Chloupek        |
| 2013 | Michal Hubáček      | Kateřina Chromá   | Adam Chloupek        |
| 2014 | Marek Minář         | Ondřej Semík      | Jonáš Hubáček        |
| 2015 | Jonáš Hubáček       | Tereza Nováková   | Patrik Horák         |
| 2016 | Matouš Fürst        | Anna Štičková     | Barbora Chaloupská   |
| 2017 | Tereza Janošíková   | Vojtěch Sýkora    | Daniel Vandas        |
| 2018 | Tereza Janošíková   | Daniel Vandas     | Barbora Chaloupská   |
| 2019 | Tereza Janošíková   | Tomáš Křivda      | Barbora Chaloupská   |
| 2020 | Martin Roudný       | Jana Peterová     | Klára Nechanická     |
| 2021 | Lucie Semíková      | Markéta Mulíčková | Michaela Dittrichová |
| 2022 | Jakub Chaloupský    | Anna Karlová      | Daniel Bolehovský    |
| 2023 | Jakub Chaloupský    | Lucie Dittrichová | Anna Karlová         |
| 2024 | Lucie Dittrichová   | Michaela Novotná  | Jan Strýček          |

### Nejlepší dorostenec
| Rok  | Vítěz                       | 2. místo        | 3. místo         |
| ---- | --------------------------- | --------------- | ---------------- |
| 1994 | Luboš Matějů                | —               | —                |
| 1995 | Eva Juřeníková              | —               | —                |
| 1996 | Vendula Klechová            | —               | —                |
| 1997 | Petr Losman                 | —               | —                |
| 1998 | Jaromír Švihovský           | —               | —                |
| 1999 | Vendula Klechová            | —               | —                |
| 2000 | Martina Dočkalová           | —               | —                |
| 2001 | Veronika Krčálová           | —               | —                |
| 2002 | sloučeno s kategorií junior | —               | —                |
| 2003 | Hana Hlavová                | —               | —                |
| 2004 | Štěpán Kodeda               | —               | —                |
| 2005 | Adam Chromý                 | Štěpán Kodeda   | Jakub Zimmermann |
| 2006 | Adam Chromý                 | Jana Vaculíková | Štěpán Kodeda    |
| 2007 | Matěj Klusáček              | Eva Kabáthová   | Adéla Indráková  |
| 2008 | Tereza Novotná              | —               | —                |
| 2009 | Tereza Novotná              | —               | —                |
| 2010 | Marek Schuster              | —               | —                |
| 2011 | Karolína Bořánková          | —               | —                |
| 2012 | Marek Minář                 | —               | —                |
| 2013 | Barbora Vyhnálková          | —               | —                |
| 2014 | Anna Štičková               | —               | —                |
| 2015 | Tereza Janošíková           | —               | —                |
| 2016 | Daniel Vandas               | —               | —                |
| 2017 | Ondřej Metelka              | —               | —                |
| 2018 | Šimon Mareček               | —               | —                |
| 2019 | Anna Karlová                | —               | —                |
| 2020 | Jakub Chaloupský            | —               | —                |
| 2021 | Daniel Bolehovský           | —               | —                |
| 2022 | Kateřina Doušková           | —               | —                |
| 2023 | Tomáš Kučera                | —               | —                |
| 2024 | Viktorie Škáchová           | —               | —                |

## Lyžařský orientační běh
Anketa je vyhlašována samostatně pro LOB od roku 1996, junior od roku 2007 a dorostenec od roku 2008.

### Nejlepší lyžař
| Rok  | Vítěz             | 2. místo          | 3. místo          |
| ---- | ----------------- | ----------------- | ----------------- |
| 1996 | Jakub Vodrážka    | —                 | —                 |
| 1997 | Jan Pecka         | —                 | —                 |
| 1998 | Jan Pecka         | Jakub Vodrážka    | Barbora Chudíková |
| 1999 | Jan Pecka         | Jakub Vodrážka    | Barbora Chudíková |
| 2000 | Jakub Vodrážka    | Helena Novotná    | Milan Venhoda     |
| 2001 | Jakub Vodrážka    | Ondřej Vodrážka   | Barbora Chudíková |
| 2002 | Jakub Vodrážka    | Ondřej Vodrážka   | Barbora Chudíková |
| 2003 | Ondřej Vodrážka   | Barbora Chudíková | Jan Lauerman      |
| 2004 | Barbora Chudíková | Ondřej Vodrážka   | Jan Lauerman      |
| 2005 | Ondřej Vodrážka   | Barbora Chudíková | Jan Lauerman      |
| 2006 | Ondřej Vodrážka   | Jan Lauerman      | Barbora Chudíková |
| 2007 | Ondřej Vodrážka   | Hana Hančíková    | Jan Lauerman      |
| 2008 | Ondřej Vodrážka   | Jan Lauerman      | Hana Hančíková    |
| 2009 | Barbora Chudíková | Helena Randáková  | Jan Lauerman      |
| 2010 | Helena Randáková  | Jiří Bouchal      | Ondřej Vodrážka   |
| 2011 | Ondřej Vodrážka   | Hana Hančíková    | Jiří Bouchal      |
| 2012 | Hana Hančíková    | Helena Randáková  | Jiří Bouchal      |
| 2013 | Hana Hančíková    | Jakub Škoda       | Helena Randáková  |
| 2014 | Hana Hančíková    | Jakub Škoda       | Radek Laciga      |
| 2015 | Hana Hančíková    | Jakub Škoda       | Jiří Bouchal      |
| 2016 | Hana Hančíková    | Jakub Škoda       | Helena Randáková  |
| 2017 | Radek Laciga      | Hanna Rost        | Petra Hančová     |
| 2018 | Jakub Škoda       | Lenka Mechlová    | Petra Hančová     |
| 2019 | Petra Hančová     | Lenka Mechlová    | Petr Horvát       |
| 2020 | Lenka Mechlová    | Jakub Škoda       | Petra Hančová     |
| 2021 | Petra Fiala       | Jakub Škoda       | Petr Horvát       |
| 2022 | Petra Fiala       | Petr Horvát       | Radek Laciga      |
| 2023 | Petr Horvát       | Anežka Hlaváčová  | Josef Nagy        |
| 2024 | Petr Horvát       | Josef Nagy        | Johanka Šimková   |

### Nejlepší junior
| Rok  | Vítěz               | 2. místo            | 3. místo            |
| ---- | ------------------- | ------------------- | ------------------- |
| 2007 | Hana Hančíková      | Michaela Marešová   | Michal Drobník      |
| 2008 | Hana Hančíková      | Simona Karochová    | Marek Pospíšek      |
| 2009 | Ivana Bochenková    | Zuzana Kubátová     | Marek Pospíšek      |
| 2010 | Zuzana Kubátová     | Lukáš Havlíček      | Kateřina Neumannová |
| 2011 | Zuzana Kubátová     | Kateřina Neumannová | Johanka Šimková     |
| 2012 | Kateřina Neumannová | Petr Horvát         | Johanka Šimková     |
| 2013 | Johanka Šimková     | Ewa Haltof          | Petr Horvát         |
| 2014 | Petr Horvát         | Štěpán Mudrák       | Václav Šňupárek     |
| 2015 | Petra Hančová       | Václav Šňupárek     | Vojtěch Matuš       |
| 2016 | Petra Hančová       | Vojtěch Bartoš      | Veronika Kubínová   |
| 2017 | Ondřej Starý        | Veronika Kubínová   | Ondřej Hlaváč       |
| 2018 | Jan Hašek           | Vojtěch Bartoš      | Ondřej Hlaváč       |
| 2019 | Jan Hašek           | Ondřej Hlaváč       | Anežka Hlaváčová    |
| 2020 | Jan Hašek           | Anežka Hlaváčová    | Josef Nagy          |
| 2021 | Anežka Hlaváčová    | Vojtěch Peňáz       | Matyáš Štregl       |
| 2022 | Marek Štěrba        | Vojtěch Peňáz       | Adéla Randáková     |
| 2023 | Marek Štěrba        | Michaela Srbová     | Tereza Pecková      |
| 2024 | Marek Štěrba        | Filip Mairich       | Michaela Srbová     |

### Nejlepší dorostenec
| Rok  | Vítěz             |
| ---- | ----------------- |
| 2008 | Zuzana Kubátová   |
| 2009 | Markéta Novotná   |
| 2010 | Johanka Šimková   |
| 2011 | Petra Hančová     |
| 2012 | Petra Hančová     |
| 2013 | Petra Hančová     |
| 2014 | Ondřej Starý      |
| 2015 | Ondřej Starý      |
| 2016 | Jan Hašek         |
| 2017 | Jan Hašek         |
| 2018 | Rozálie Kuchařová |
| 2019 | Lukáš Richtr      |
| 2020 | Matyáš Štregl     |
| 2021 | Adéla Randáková   |
| 2022 | Tereza Pecková    |
| 2023 | Filip Mairich     |
| 2024 | Barbora Chrástová |

## MTBO
Anketa je vyhlašována samostatně pro MTBO od roku 1997, junior a dorostenec od roku 2008.

### Nejlepší biker
| Rok  | Vítěz             | 2. místo          | 3. místo                         |
| ---- | ----------------- | ----------------- | -------------------------------- |
| 1997 | Jan Zurynek       | —                 | —                                |
| 1998 | Jaroslav Rygl     | Jan Zurynek       | Anna Podrábská                   |
| 1999 | Marie Hrdinová    | Jiří Procházka    | Jakub Vodrážka                   |
| 2000 | Jaroslav Rygl     | Miroslav Rygl     | Markéta Jakoubová                |
| 2001 | Jaroslav Rygl     | Marie Hrdinová    | Jiří Procházka                   |
| 2002 | Jaroslav Rygl     | Hana Ryglová      | Radovan Mach                     |
| 2003 | Jaroslav Rygl     | Ctibor Podrábský  | Marie Hrdinová                   |
| 2004 | Lubomír Tomeček   | Jaroslav Rygl     | Hana La Carbonara                |
| 2005 | Jaroslav Rygl     | Hana La Carbonara | Markéta Jakoubová                |
| 2006 | Hana La Carbonara | Lubomír Tomeček   | Markéta Jakoubová                |
| 2007 | Jaroslav Rygl     | Lubomír Tomeček   | Markéta Jirásková                |
| 2008 | Lubomír Tomeček   | Jiří Hradil       | Martina Tichovská, Martin Ševčík |
| 2009 | Jiří Hradil       | Radek Laciga      | Martina Tichovská                |
| 2010 | Jiří Hradil       | Martina Tichovská | Jaroslav Rygl                    |
| 2011 | Jiří Hradil       | Radek Laciga      | Marek Pospíšek                   |
| 2012 | Marek Pospíšek    | Jan Svoboda       | František Bogar                  |
| 2013 | Kryštof Bogar     | Jiří Hradil       | Vojtěch Stránský                 |
| 2014 | Jiří Hradil       | Martina Tichovská | Marek Pospíšek                   |
| 2015 | Martina Tichovská | Marek Pospíšek    | Vojtěch Stránský                 |
| 2016 | Kryštof Bogar     | Vojtěch Ludvík    | Martina Tichovská                |
| 2017 | Kryštof Bogar     | Martina Tichovská | Vojtěch Ludvík                   |
| 2018 | Martina Tichovská | Kryštof Bogar     | Vojtěch Ludvík                   |
| 2019 | Veronika Kubínová | Kryštof Bogar     | Vojtěch Ludvík                   |
| 2020 | Vojtěch Ludvík    | Martina Tichovská | Vojtěch Stránský                 |
| 2021 | Kryštof Bogar     | Veronika Kubínová | Martina Tichovská                |
| 2022 | Kryštof Bogar     | Vojtěch Ludvík    | Jan Hašek                        |
| 2023 | Kryštof Bogar     | Vojtěch Ludvík    | Martina Tichovská                |
| 2024 | Vojtěch Ludvík    | Jan Hašek         | Kryštof Bogar                    |

### Nejlepší junior
| Rok  | Vítěz             | 2. místo          | 3. místo           |
| ---- | ----------------- | ----------------- | ------------------ |
| 2008 | Hana Hančíková    | František Bogar   | Marek Pospíšek     |
| 2009 | Marek Pospíšek    | František Bogar   | Vojtěch Stránský   |
| 2010 | Kryštof Bogar     | Vojtěch Stránský  | Marie Březinová    |
| 2011 | Kryštof Bogar     | Marie Březinová   | Martin Tišnovský   |
| 2012 | Kryštof Bogar     | Vojtěch Ludvík    | Eva Haltofová      |
| 2013 | Vojtěch Ludvík    | Kateřina Nováková | Eva Haltofová      |
| 2014 | Veronika Kubínová | Kateřina Nováková | Tomáš Staněk       |
| 2015 | Veronika Kubínová | Václav Šňupárek   | Michal Nemet       |
| 2016 | Veronika Kubínová | Martin Kanta      | Matyáš Ludvík      |
| 2017 | Veronika Kubínová | Vilma Králová     | Matyáš Ludvík      |
| 2018 | Jan Hašek         | Vilma Králová     | Matyáš Ludvík      |
| 2019 | Jan Hašek         | Vilma Králová     | Ondřej Hasman      |
| 2020 | Jan Hašek         | Matěj Tůma        | Magdaléna Mišoňová |
| 2021 | Lucie Nedomlelová | Matěj Tůma        | Richard Wohanka    |
| 2022 | Lucie Nedomlelová | Natali Chamraďa   | Matěj Tůma         |
| 2023 | Adam Černík       | Natali Chamraďa   | Jakub Račanský     |
| 2024 | Sofie Stránská    | Adéla Ryglová     | Tereza Kadlecová   |

### Nejlepší dorostenec
| Rok  | Vítěz             |
| ---- | ----------------- |
| 2008 | Lukáš Chmelař     |
| 2009 | Kryštof Bogar     |
| 2010 | Anežka Pařízková  |
| 2011 | Tomáš Staněk      |
| 2012 | Tomáš Staněk      |
| 2013 | Veronika Kubínová |
| 2014 | Andrea Kameníková |
| 2015 | Matyáš Ludvík     |
| 2016 | Jan Hašek         |
| 2017 | Jan Hašek         |
| 2018 | Richard Wohanka   |
| 2019 | Matěj Tůma        |
| 2020 | Tomáš Zrník       |
| 2021 | Adam Černík       |
| 2022 | Sofie Stránská    |
| 2023 | Sofie Stránská    |
| 2024 | Adéla Ryglová     |

## Trail-O
| Rok  | Kategorie PARA | Kategorie OPEN  |
| ---- | -------------- | --------------- |
| 2013 | Jana Kosťová   | Tomáš Leštínský |
| 2014 | Pavel Dudík    | Pavel Dudík     |
| 2015 | Jana Kosťová   | Pavel Kurfürst  |
| 2016 | Bohuslav Hůlka | Pavel Kurfürst  |
| 2017 | Jana Kosťová   | Pavel Kurfürst  |
| 2018 | Jana Kosťová   | Tomáš Leštínský |
| 2019 | Pavel Dudík    | Pavel Ptáček    |
| 2020 | —              | —               |
| 2021 | —              | —               |
| 2022 | Jana Kosťová   | Ondřej Macek    |
| 2023 | Jana Kosťová   | Ondřej Macek    |
| 2024 | Jana Kosťová   | Šimon Mareček   |